# Подгорный, Павел Георгиевич
Павел Георгиевич Подгорный — советский хозяйственный, государственный и политический деятель, Герой Социалистического Труда.

## Биография
Родился в 1923 году в Измаиле. Член КПСС.
С 1940 года — на хозяйственной, общественной и политической работе. В 1940—1992 гг. — кузнец, подневольный рабочий во время румынской оккупации Измаила, кузнец механических мастерских Измаильского порта, бригадир кузнецов, мастер механических мастерских, начальник жилищно-коммунального отдела порта, бригадир кузнецов, кузнец Измаильского порта Министерства морского флота СССР Одесской области Украинской ССР.
Указом Президиума Верховного Совета СССР от 4 мая 1971 года за выдающиеся успехи, достигнутые в выполнении заданий пятилетнего плана развития морского транспорта, присвоено звание Героя Социалистического Труда с вручением ордена Ленина и золотой медали «Серп и Молот».
Делегат XXV и XXVI съездов КПСС.
Умер в Измаиле в 2011 году.